# Riva del Garda
Riva del Garda (Duits, verouderd: Reiff am Gartsee) is een plaats in de Italiaanse regio Trentino-Zuid Tirol en behoort tot de provincie Trente.
De plaats ligt in het uiterste noorden van het Gardameer dat hier in het oosten begrensd wordt door de Monte Baldo (2218 m) en in het westen door de Monte Rochetta (1575 m). De economie van de plaats is vooral op het toerisme gebaseerd. Rond Riva bevindt zich tevens wat papierindustrie en handwerknijverheid. 
De belangrijkste bouwwerken van Riva del Garda zijn de toren Torre Apponale uit 1220, het Palazzo Pretorio 1375 en het kasteel op de helling van de Monte Rochetta dat nog dateert uit de Venetiaanse tijd. In het 12de-eeuwse fort Rocca aan het meer is het gemeentelijk museum gevestigd. Riva behoorde oorspronkelijk tot het prinsbisdom Trente, en kwam vanaf 1806 aan het graafschap Tirol en daarmee tot 1919 aan het latere Oostenrijk-Hongarije.

## Geboren in Riva del Garda
- Kurt von Schuschnigg (1897-1977), bondskanselier van Oostenrijk (1934-1938)
- Gustavo Carrer (1885-1968), Italiaans voetballer
- Edoardo Zambanini (2001), Italiaans wielrenner

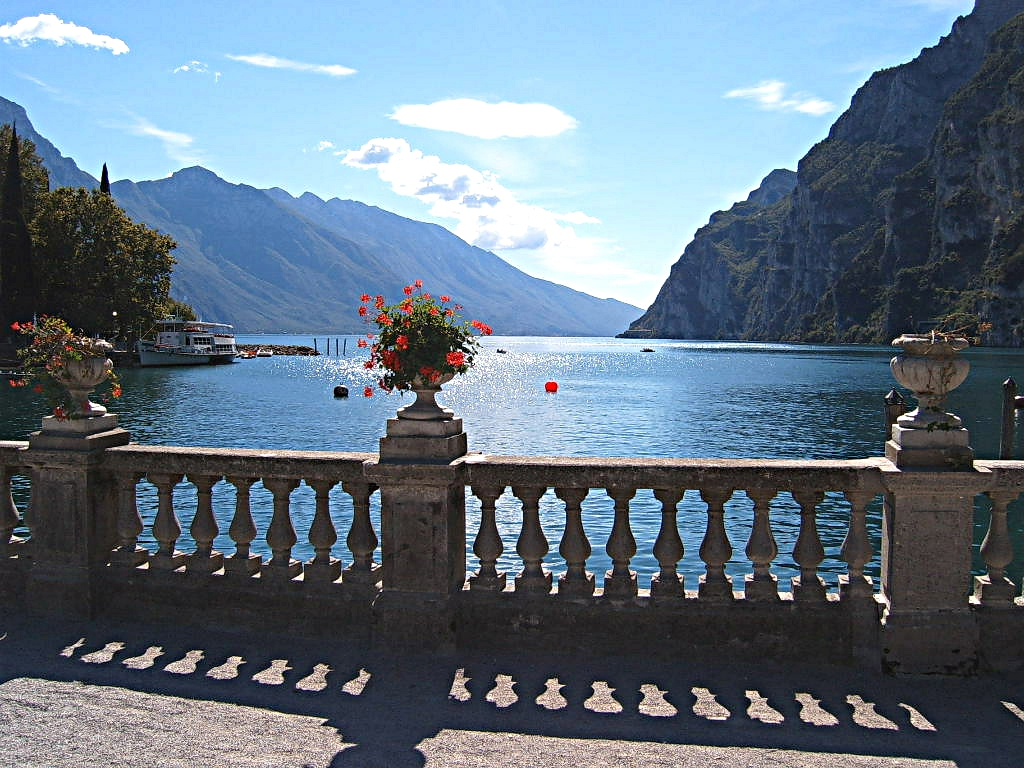
Zicht op het Gardameer vanuit Riva del Garda
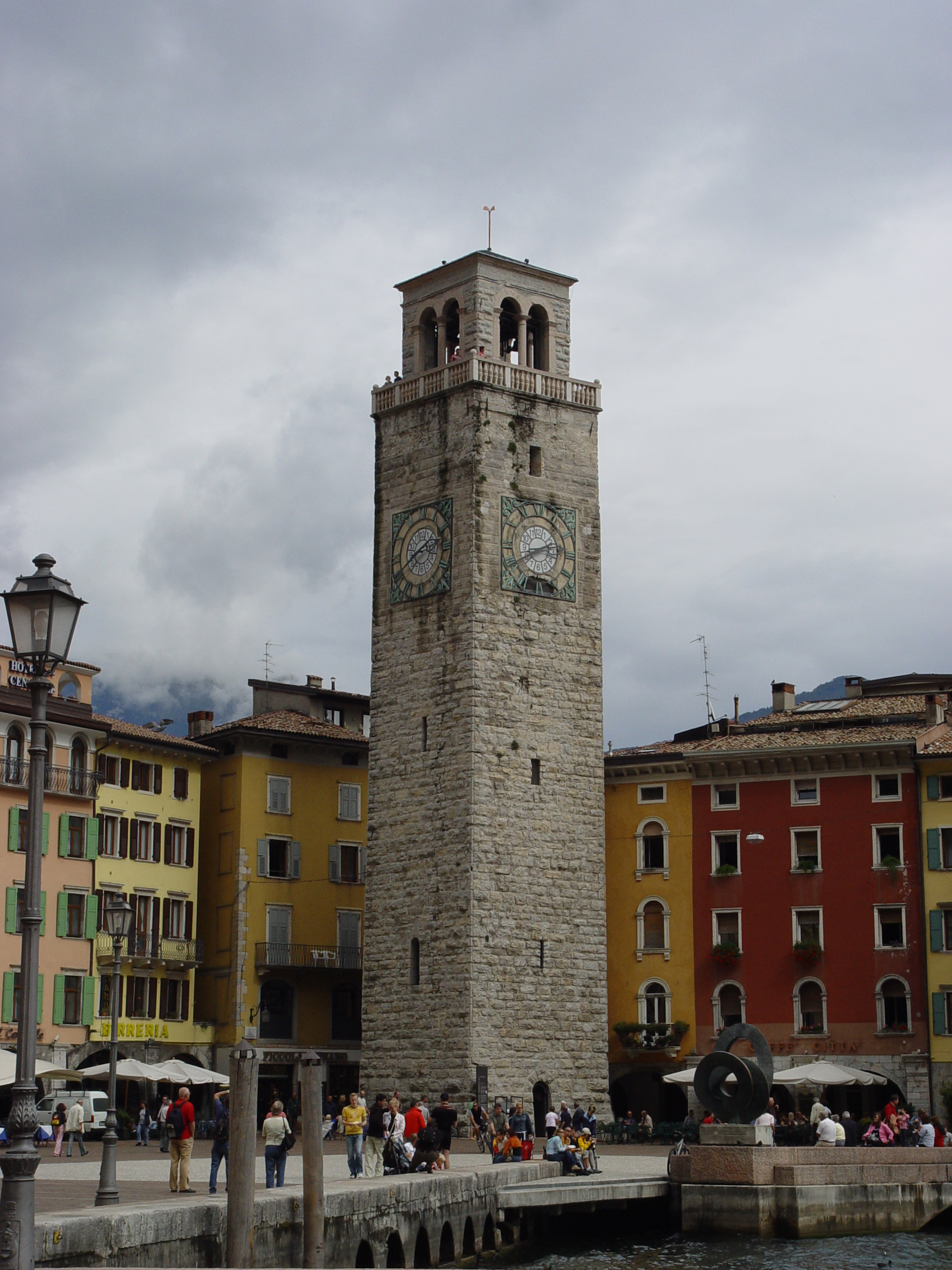
De Torre Apponale
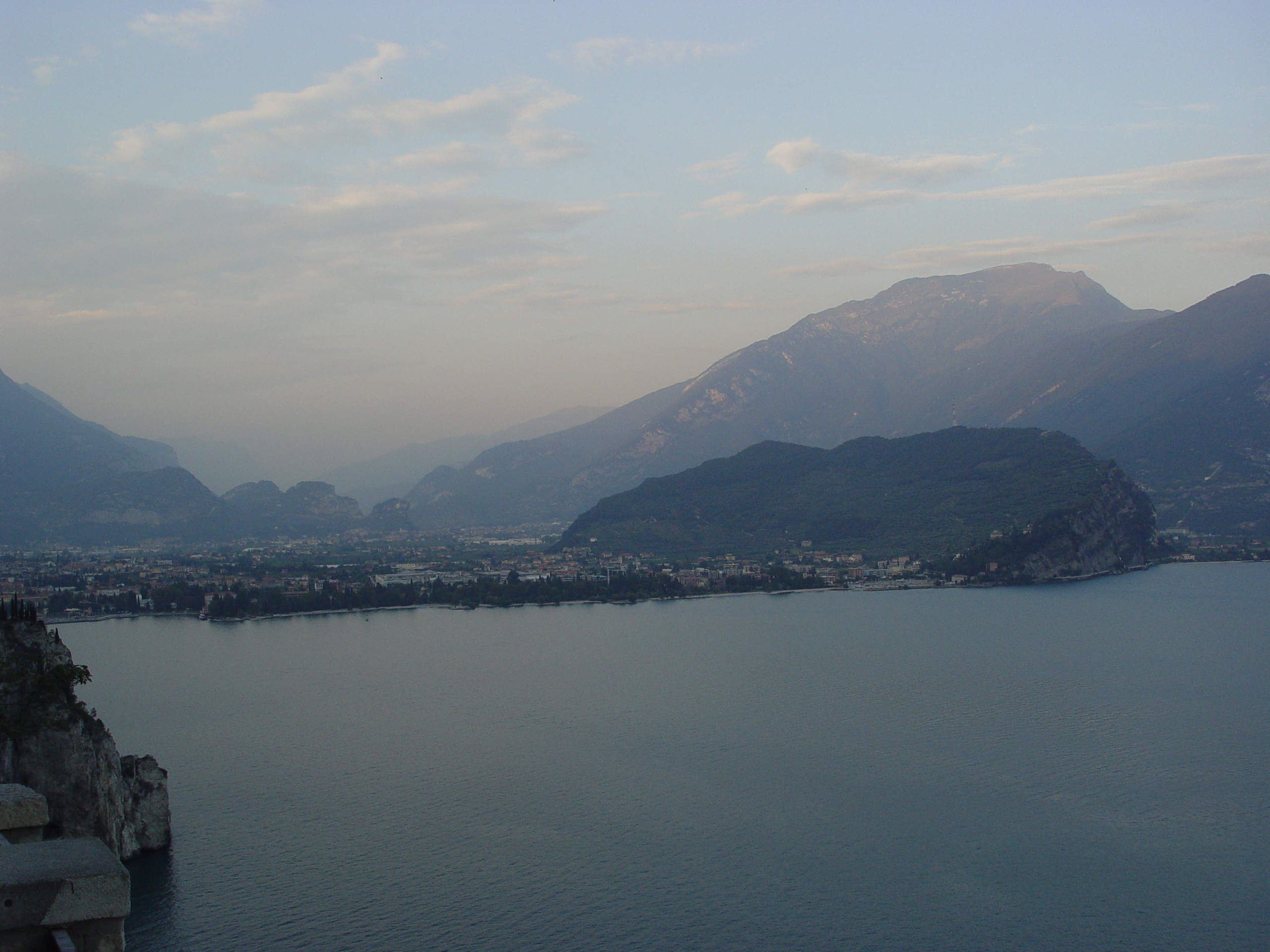
Zicht op Riva del Garda